# Città di Katherine
La città di Katherine è una delle 16 local government areas che si trovano nel Territorio del Nord, in Australia. Essa si estende su di una superficie di 528 chilometri quadrati ed ha una popolazione di 10.095 abitanti. La sede del consiglio si trova a Katherine.